# 遠州豊田パーキングエリア

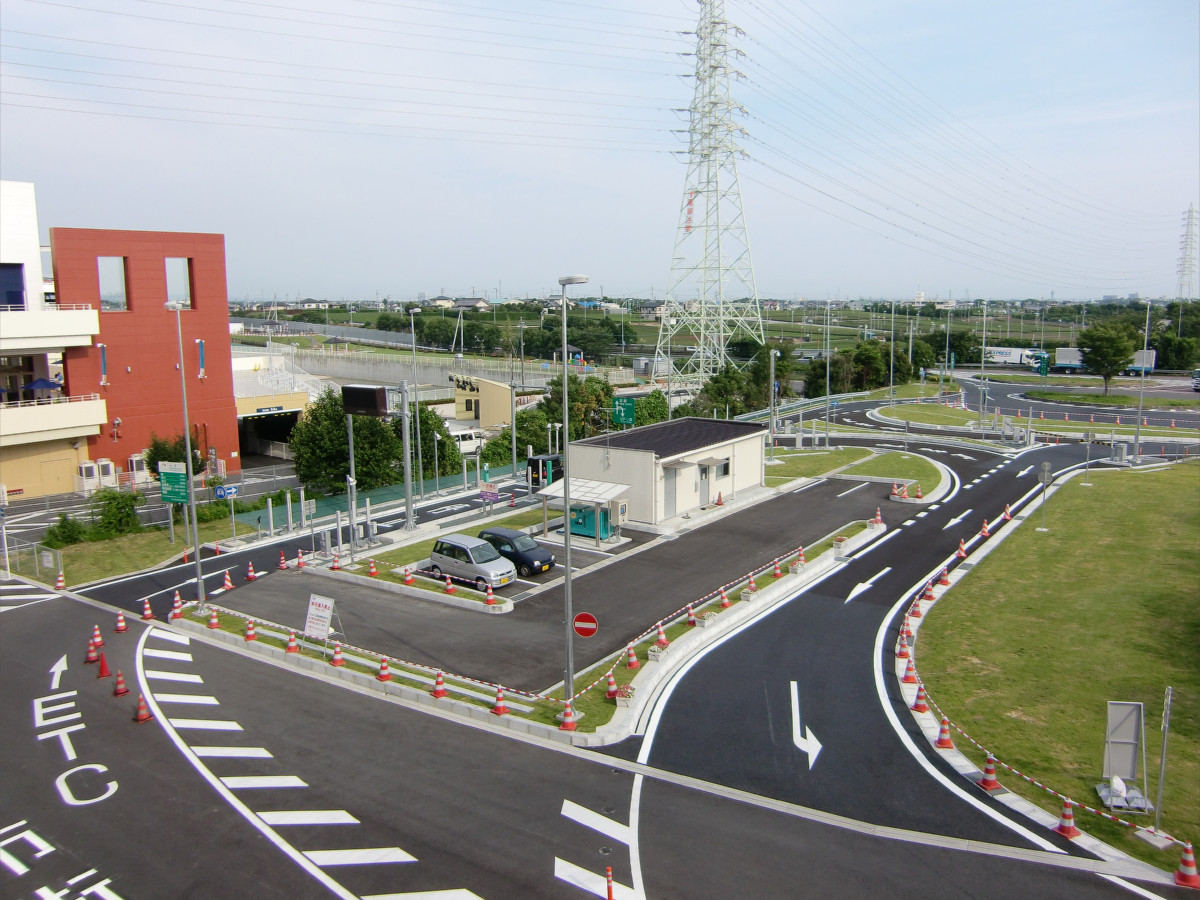
スマートIC(上り線側)

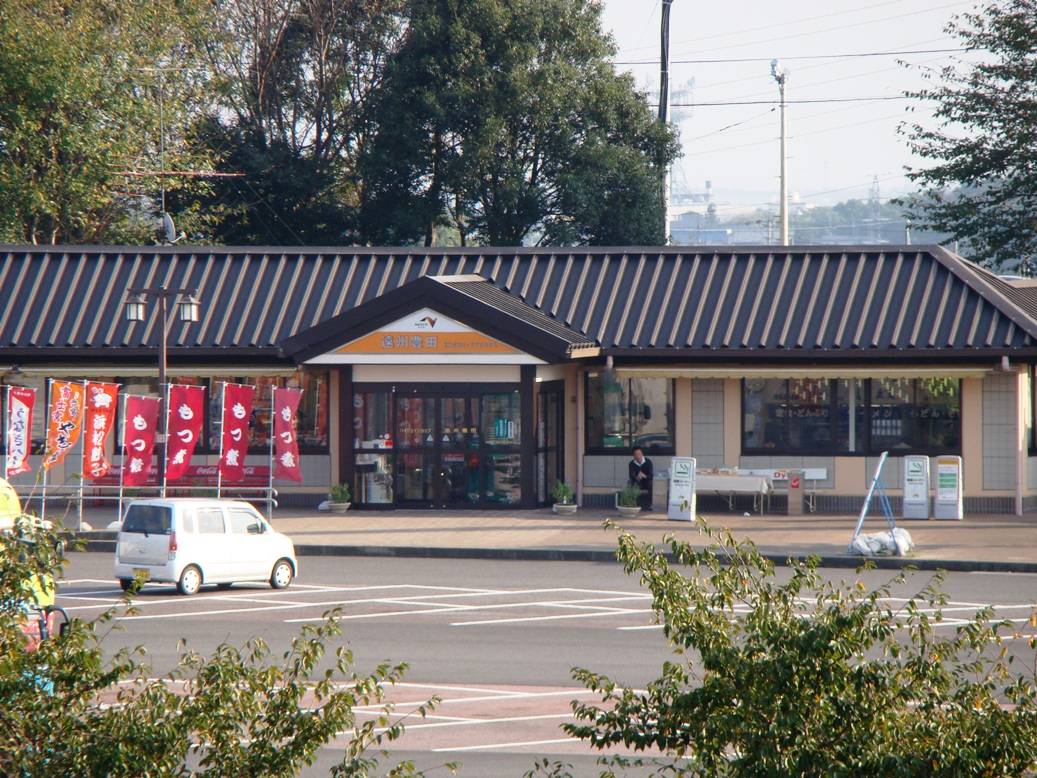
下り線側施設(2008/10)

遠州豊田パーキングエリア（えんしゅうとよだパーキングエリア）は、静岡県磐田市の東名高速道路上にあるパーキングエリア。併設されているスマートICは上下線の出入りが可能で、大型車も利用できる。2008年11月1日よりスマートICが改良工事のため閉鎖され、2009年3月17日より供用再開された。
磐田ICの建設に伴い、以前の磐田原パーキングエリア（いわたはらパーキングエリア）を1.9km小牧方に移転・名称変更し、1997年6月1日に開設された。開設前の発掘調査により旧石器時代の遺跡・高見丘遺跡群が発見されている。なお「豊田」は建設当時の地名が「磐田郡豊田町」であったことからの命名である（2005年の合併で磐田市となる）。

## 道路
- E1 東名高速道路

## 施設

### 上り線（東京方面）
- 駐車場
  - 大型 67台
  - 小型 142台
  - 身障者用 3台
- トイレ
  - 男性 大10（和式2・洋式8）・小28
  - 女性 35（和式4・洋式31）
    - 同伴の男児用 3

  - 車椅子用 1
- コンビニエンスストア「ファミリーマート」（24時間）[2]
  - コンビニATM（イーネット：スルガ銀行管理）[3]
- フードコート「京都北白川 ラーメン魁力屋」（8:00 - 22:00）[4]
- 自動販売機[3]
- EV急速充電スタンド[3]

### 下り線（名古屋方面）
- 駐車場
  - 大型 67台
  - 小型 134台
  - 身障者用 3台
- トイレ
  - 男性 大8（和式2・洋式6）・小26
  - 女性 40（和式4・洋式36）
    - 同伴の男児用 3

  - 車椅子用 1
- コンビニエンスストア「ファミリーマート」（24時間）[5]
  - コンビニATM（イーネット：スルガ銀行管理）[6]
- フードコート「遠州ふじのや」（8:00 - 22:00）[5]
- おみやげ「ショッピングコーナー」（8:00 - 22:00）[5]
- 自動販売機[6]
- EV急速充電スタンド[6]
- ぷらっとパーク（24時間、駐車場 小型車5台）[6]

## 隣
E1 東名高速道路
(15-1)磐田IC - (15-2)遠州豊田スマートIC / 遠州豊田PA - (16)浜松IC

## 周辺
- ららぽーと磐田（上り線スマートインター出口直近）